# Ignazio Abate
Ignazio Abate (ur. 12 listopada 1986 w Sant’Agata de’ Goti) – włoski piłkarz występujący na pozycji prawego obrońcy lub prawego pomocnika.

## Kariera klubowa
Ignazio Abate jest wychowankiem zespołu AC Milan, w którego Primaverze występował od 2003. Następnie był wypożyczany do innych włoskich drużyn – SSC Napoli, Sampdorii, Piacenzy i Modeny. W klubach tych grywał regularnie, tylko dla ekipy „Blucerchiati” nie udało mu się rozegrać ani jednego spotkania.
W 2007 Abate został zawodnikiem Empoli FC. Klub ten wykupił prawa do połowy karty zawodnika. W barwach Empoli Włoch wystąpił łącznie w 24 ligowych pojedynkach. 16 czerwca 2008 Abate powrócił do AC Milan, jednak 23 lipca na zasadzie współwłasności zasilił Torino FC. Wystąpił w 25 ligowych spotkaniach, w tym 21 w podstawowym składzie i strzelił jednego gola. 24 czerwca 2009 Abate powrócił do Milanu. Został przesunięty na pozycję prawego obrońcy, gdzie był rezerwowym dla Massimo Oddo. Wobec kontuzji Oddo Abate wywalczył sobie miejsce w podstawowym składzie Milanu. Od początku sezonu 2010/2011 jest podstawowym zawodnikiem.

## Kariera reprezentacyjna
Abate ma za sobą występy w młodzieżowych reprezentacjach Włoch. Grał w drużynach do lat 18, 19, 20 i 21. W ostatnim z nich zadebiutował 12 grudnia 2006 w spotkaniu przeciwko Luksemburgowi, kiedy to w 62. minucie zmienił Marino Defendiego. Był także członkiem reprezentacji Włoch na Igrzyskach Olimpijskich w Pekinie.
W pierwszej reprezentacji zadebiutował 11 listopada 2011 w wygranym 2-0 meczu przeciwko Polsce. W 2012 wywalczył wicemistrzostwo Europy.
| l.p. | Data              | Miejsce | Przeciwnik        | Rezultat   | Rozgrywki              | Grał   | Uwagi |
| ---- | ----------------- | ------- | ----------------- | ---------- | ---------------------- | ------ | ----- |
| 1.   | 11 listopada 2011 | Wrocław | Polska            | 2-0        | towarzyski             | 90'    |       |
| 2.   | 29 lutego 2012    | Genua   | Stany Zjednoczone | 0-1        | towarzyski             | od 71' |       |
| 3.   | 18 czerwca 2012   | Wrocław | Irlandia          | 2-0        | Faza grupowa Euro 2012 | 90'    |       |
| 4.   | 24 czerwca 2012   | Kijów   | Anglia            | 0-0 k. 4-2 | Ćwierćfinał Euro 2012  | do 90' |       |
| 5.   | 1 lipca 2012      | Kijów   | Hiszpania         | 0-4        | Finał Euro 2012        | 90'    |       |
| 6.   | 15 sierpnia 2012  | Berno   | Anglia            | 1-2        | towarzyski             | do 86' |       |